# Pistolet maszynowy Ares FMG
Ares FMG – amerykański pistolet maszynowy skonstruowany w latach 80. przez Francis Warina, gdy pracował w firmie Ares Inc. Eugene'a Stonera.
Ares został skonstruowany w połowie lat 80. jako łatwa w przenoszeniu broń przeznaczona do samoobrony. Miał mieć większą siłę ognia niż pistolety, a złożony mniej rzucać się w oczy niż klasyczne pistolety maszynowe. Seria prototypowa została wykonana w 1986 roku w firmie Ares Inc. Zakończenie prac konstrukcyjnych zbiegło się z zaostrzeniem w USA w rezultacie którego w większości stanów posiadanie broni samoczynnej stało się nielegalne. W rezultacie seryjnej produkcji nie uruchomiono. Ares FMG stał się inspiracją dla konstruktorów takich pistoletów maszynowych jak Boatman M-21, PP-90 czy Goblin.

## Opis
Ares FMG był bronią samoczynną działającą na zasadzie odrzutu zamka swobodnego, strzelającą z zamka otwartego. Komora zamkowa tłoczona z blachy stalowej. Zasilanie broni z dwurzędowych magazynków o pojemności 20 i 32 naboi. Rękojeść przeładowania u dołu broni, nieruchoma podczas strzelania, dodatkowo chroni przed wysunięciem dłoni przed broń. Lufa gwintowana. Ares nie posiadał żadnych przyrządów celowniczych. W celu złożenia pm należało wcisnąć przycisk znajdujący się za chwytem pistoletowym, a następnie złamać broń. W celu rozłożenia należało wcisnąć przyciski znajdujące się po obu stronach komory zamkowej, a następnie odchylić kolbę w dół.